# Ocozocoautla de Espinosa
Ocozocoautla de Espinosa, surnommée Coita, est une municipalité du Chiapas, au Mexique. Elle couvre une superficie de 2 102,5 ou 2 476,6 km2 et compte 92 103 habitants en 2015.